# Kadam
Con il termine tibetano Kadam' (བཀའ་གདམས, Wylie: bka' gdams, dove il termine བཀའ, ovvero bka, pronuncia "ka", significa "parole [del Buddha]", mentre il termine གདམས, ovvero gdams, pronuncia "dam", significa "istruzioni", dal che anche བཀའ་གདམས་པ bka' gdams pa, pronuncia Kadampa dove པ pa indica "coloro", quindi "Coloro che seguono le parole e le istruzioni [del Buddha]") si indica in quella lingua una delle più antiche scuole buddiste nate nella regione del Tibet.
Una etimologia alternativa del nome di questa scuola dà conto della sua nascita, infatti gdam può essere tradotto anche come "legare" e  bka' inerire non alle parole del Buddha Śākyamuni quanto a quelle di Atiśa Dīpaṃkaraśrījñāna (in tibetano ཨ་ཏི་ཤ་མར་མེ་མཛད་དཔལ་ཡེ་ཤེས, a ti sha mar me mdzad dpal ye shes, 982-1054) quel maestro buddista indiano originario di Vikramapura nella regione del Bengala, giunto nel 1042 in Tibet su invito del re di Guge, Changchup Ö, e fondatore di questa scuola. Se questa seconda etimologia è valida allora il nome Kadampa rende "Coloro che [considerano] le parole [di Atiśa Dīpaṃkaraśrījñāna] come vincolanti".
Le origini di questa scuola risiedono nella fondazione, nel 1056, del monastero di Rwa sgreng, stabilita da ’Brom ston Rgyal ba’i ’byung gnas, (འབྲོམ་སྟོན་རྒྱལ་བའི་འབྱུང་གནས, Dromton Gyalwe Jungne, 1004–1064) il principale discepolo di Atiśa.